# 権翼
権 翼（けん よく、生没年不詳）は、五胡十六国時代の人物。字は子良。略陽郡の出身。前漢の左輔都尉権忠の14世の孫であるという。子に権宣吉と後秦の黄門侍郎権宣褒がいる。13世の孫に唐の礼部尚書権徳輿がいる。

## 生涯
経緯は不明だが、南安郡赤亭（現在の甘粛省定西市隴西県の西部）を本拠とする羌族の酋長の姚弋仲に付き従っていた。
352年3月、姚弋仲が没して子の姚襄が後を継ぐと、その参軍に抜擢された。
同年、姚襄は東晋に帰順したものの、寿春を鎮守していた東晋の揚州刺史殷浩は姚襄が強盛である事を妬み、これを害さんとしていた。
353年9月、姚襄は殷浩の謀略を疑い、権翼を殷浩の下に派遣してその動向を探らせた。殷浩は権翼を迎え入れて「我と姚平北（姚襄のこと。この時平北将軍であった）は共に王臣であり、苦楽を同じくしている。平北はいつも勝手に振る舞い、甚だ輔車の理を失しているといえよう。どうしてこれに期待しようか！」と詰ると、権翼は「平北の英姿は絶世であり、数万の兵を擁し、遠方より晋室に帰順しました。朝廷が道を有し、宰輔が明哲であるが故です。今、将軍（殷浩）は軽々しく讒慝（邪悪・奸佞）の言を信じ、平北との間に隙が生じております。愚考ながら、猜嫌の端はここにあり、彼にはないかと存じます」と言い返した。殷浩は「平北の姿性は豪邁であるが、生殺を自由にしている。また、小人に好き勝手にさせ、我の馬を略奪させている。王臣の礼とはこのようであったかね」と問うと、権翼は「平北は聖朝に帰命したのに、どうして妄りに無辜を殺しましょうか。悪党というものは王法が容れるところではありません。これを殺してどのような害がありましょうか！」と述べた。殷浩は「それならば我の馬を掠したことはどうなのだ」と問うと、権翼は「将軍は平北が雄武であり、制するのが難しいことから、これを討伐せんとしております。故に自衛のために馬を取ったまでです」と答えた。殷浩は笑って「どうしてこのようなことになってしまったのだろうな」と述べ、権翼を帰らせてやった。
357年5月、姚襄は前秦と関中の覇権を掛けて争ったが、敗れて討ち死にした。弟の姚萇は敗残兵を纏め上げて前秦に降伏すると、権翼もまたこれに従った。
その後、権翼は前秦の東海王苻堅と接見する機会を得たが、彼と会うやいなや驚いて「常人ではないぞ！」と声を挙げ、甚だ重んじるようになった。以降も苻堅とは交流を深め、その朋党（政治思想や利害を共通する官僚同士が結んだ党派集団を指す）となった。
前秦の2代皇帝苻生は残忍にして暴虐な人物であり、いつも遊び呆けては酒を飲み、官吏・女官などの殺戮を繰り返していた。権翼はこの状況を憂えて、薛讃と共に密かに苻堅へ「主上（苻生）は疑い深く残忍・暴虐であり、中外は離心しております。今、秦祀を受け継ぐべきものは、殿下（苻堅）に非ずして一体誰でしょうか！早々に計を為す事を願います。他家の者に国を奪われる事だけはあってはなりませんぞ！」 と勧めると、苻堅はこれに深く同意して彼らを謀主とした。
6月、苻堅は政変を決行して苻生を殺害し、天王位に即いた。8月、権翼は給事黄門侍郎に任じられた。やがて吏部尚書にも任じられた。
370年3月、尚書右僕射に任じられた。後に尚書左僕射に移った。
382年10月、苻堅は群臣を太極殿に招集し、会議を開くと「我が大業を継承してから三十年が過ぎたが、汚れた賊どもを刈り取る事で、四方をほぼ平定した。ただ、東南の一隅だけが未だに王化に賓しておらず、我は天下が一つではないことをいつも思い、夕飯をも満足に食べる事が出来ていない。ゆえに今、天下の兵を起こし、これを討たんと考えている。武官・精兵を数えるに97万にも及ぶというから、我自らがその兵を率いて先陣となり、南裔を討伐しようと思うのだ。諸卿らの意見は如何か」と問うた。権翼は進み出て「臣は未だ晋を討つべきではないと考えます。そもそも、紂（殷の帝辛）はその無道により天下が離心し、八百の諸侯が図らずも至りましたが、（周の）武王はなおも『彼の下には人材（比干・箕子・微子の三仁）がいる』と述べ、軍を戻して旆を下しました。三仁が誅放されてから、はじめて牧野において戈を奮ったのです。今、晋道は微弱といえども、徳が喪われたとは聞いておりません。君臣は和睦し、上下も心を同じくしております。謝安・桓沖は江表の偉才というべきであり、晋には未だ人材がいるというべきです。臣が聞くところによりますと、軍というのは和があって勝利出来るといいます。今、晋は和を保っており、未だ図るべきではありません」と答え、東晋には未だ有望な人材がいる事から征伐は時期尚早と反対した。これを聞いた苻堅はしばらく黙然としてしまった。朝臣の大半もまた権翼と同じく征伐に反対する立場を取ったが、結局苻堅は意見を聞き入れず、征伐の準備を推し進めた。
383年、苻堅は江南征伐を敢行して総勢100万を超すともいわれる兵力を動員して建康に迫ったが、淝水の戦いで歴史的大敗を喫してしまった。これにより中華統一の夢は断たれることとなり、さらに前秦に服属していた諸部族の謀反を引き起こしてしまった。
11月、冠軍将軍慕容垂もまた関東の地で自立を目論んでおり、苻堅へ「北の辺境の民は王師の敗報を聞き、不穏の動きをしております。臣が詔書を奉じてこれに赴き、鎮慰・安集させる事を請います。また、併せて陵廟に拝謁させていただきますよう」と請うと、苻堅はこれを許した。権翼はこれを諫めて「国軍が敗れたばかりであり、四方はいずれも離心しております。名将を徴収して長安へ配置し、根本を固め、枝葉を鎮するべきです。慕容垂の勇略は常人のものではなく、さらに彼は代々東夏（中国の東半分）の豪族です。禍（政争による粛清の危険）を避けて来降してきましたが、どうしてその志が冠軍将軍の地位だけに留まりましょうか！鷹狩用の鷹が飢えて人になつくようなものです。風が吹き荒ぶ音を聞く度に、空高く飛翔する志をいつも思い出す事でしょう。故に、謹んで籠の中に入れておかなければならないのです。どうしてこれを解き放ち、欲する所を任せてよいものでしょうか！」と説いたが、苻堅は「卿の言は正しい。だが、朕は既にこれを許したのだ。匹夫でもなお、約束は破らないものだ。まして朕は万乗（天子）であるぞ！それに、もしも天命に興廃があるのなら、もとより人智をもって動かせるところではない」と述べ、取り合わなかった。権翼はなおも「陛下は小信を重んじ、社稷を軽んじられております。臣が見ます所、一度行かせれば二度と帰ってこないでしょう。そして、関東の乱はこれより始まるのです」と諫めたが、苻堅は最後まで聞き入れず、将軍李蛮・閔亮・尹国に3千の兵を与えて慕容垂を送らせた。しかし、次第に慕容垂が変を為す事をおそれるようになり、これを後悔したという。
権翼は密かに壮士を派遣して河橋南の空倉の中に忍ばせ、慕容垂を襲撃させた。だが、慕容垂はこれを予知しており、涼馬台より草を結った筏で渡河を行い、典軍程同には自らと同じ衣装を与え、馬に乗って僮僕と共に河橋へ向かわせた。すると予想通り伏兵が現れたが、程同は馬を馳せて逃げ果せた。
384年1月、慕容垂は滎陽に拠点を構えると、大将軍・大都督・燕王を称して正式に自立した（後燕の建国）。慕容農もまた列人において慕容垂に呼応し、匈奴の屠各種を傘下に引き入れた。3月、前秦の北地長史慕容泓は慕容垂が反乱を起こして鄴を攻めたと聞き、関東へ逃走して華陰に軍を駐屯させると、都督陝西諸軍事・大将軍・雍州牧・済北王を自称して自立し、慕容垂と共に連携を図った。
3月、苻堅は権翼へ「卿の言を用いなかったばかりに、鮮卑がここまで増長する事となってしまった。関東の地については、再び彼らと争う事も出来ぬだろう。泓についてはどう当たるべきだろうか」と尋ねると、権翼は「この侵攻は長くはないでしょう。慕容垂はまさに山東に拠って乱をなさんとしており、近逼する暇などありません。今、暐（慕容暐）と宗族種類はみな京師（長安）におり、鮮卑の兵は都城周辺に布陣しております。これこそ誠に社稷の元憂であり、将を重ねて派遣し、これを討伐すべきかと」と勧めた。これを受け、苻堅は広平公苻熙を使持節・都督雍州雑戎諸軍事・鎮東大将軍・雍州刺史に任じて蒲坂を鎮守させ、雍州牧・鉅鹿公苻叡を都督中外諸軍事・衛大将軍・録尚書事に任じて5万の兵を与え、左将軍竇衝を長史に、龍驤将軍姚萇を司馬に任じて、華沢において慕容泓を討伐させた。
後に司隷校尉に任じられた。また、時期は不明だが安丘公に封じられた。
385年、平陽郡太守慕容沖もまた苻堅に反旗を翻して西燕を興すと、大軍を率いて長安城を包囲するに至った。
5月、苻堅は太子苻宏に長安の防衛を委ねると、数百の騎兵を率いて五将山へ逃走したが、6月には苻宏もまた長安を放棄して下弁へ逃走した。これにより百官は逃散してしまい、権翼は数百人の群臣と共に後秦へ亡命した（後秦皇帝姚萇はかつての君主姚襄の弟である）。姚萇はこれを受け入れ、権翼を太常に任じた。
姚萇はおおざっぱな性格で言葉を着飾る事をしなかったので、群臣に過失があると面と向かって侮辱した。権翼は進み出て「陛下は弘達である事を自任しており、小節にこだわらずに、群雄を思うがままに従え、俊英を包括し、嫌を捨てて善を記しており、漢の高祖（劉邦）の量を有していると言えましょう。しかしながら、軽慢の風だけは除くべきかと」と諫めた。これに姚萇は「我の性格である。我は舜の美を手に入れようとしているが、未だその欠片を得ていない。しかし、漢祖の短については、既にその一つを収めてしまっている。もしこの進言を聞かなかったならば、どうしてこの過ちに気づけただろうか！」と述べ、権翼に感謝した。
没年は不明だが、死後に敬公と諡された。

## 逸話
- 氐の豪族である樊世は気位が高く傲慢な性格であり、ある時みなのいる前で苻堅の寵臣である王猛を罵倒したが、これにより苻堅の怒りを買って処刑されてしまった。この事が諸々の氐人に伝わると、みな争うように王猛の短所を言い立てたが、苻堅は逆に激怒して反論し、度が過ぎた者に対しては宮殿の庭で鞭打った。この様を見ていた権翼は「陛下は宏達にして大度があり、巧みに英豪なる者を使いこなしております。また、その神武は卓犖し、（臣下の）功績を録して過ちに目を瞑り、まさしく漢祖（劉邦）の風を有しております。しかしながら、慢易の言については除かれるべきかと」と勧めると、苻堅は「朕の過ちであったな」と笑った。
- 358年、苻堅は晋の故地にある龍門へ赴くと、群臣を顧みて「満ち溢れた山河の固のなんと美しいことか！婁敬（前漢の政治家）は『関中は四塞の国である』と言っていたが、真に虚言ではなかったな」と感嘆すると、権翼・薛讃は「臣が聞くところによりますと、夏・殷の都は不険にあらず、また周・秦の衆は不多ではありませんでしたが、最後には（桀は）その身をもって南巣へ逃れ、（帝辛の）首には白旗が懸かり、（幽王の）その躯は犬戎に損なわれ、その国（中華統一を果たした秦の国土）は項羽によって分けられたそうですが、一体何故でしょうか。その理由は徳を修めなかったからでしょう。呉起は『徳があれば険にあらずともよい』と言いましたが、深く陛下に願うのは、唐（堯）・虞（舜）を追従し、徳をもって遠方を慰撫し、山河の固不のみに頼る事のありませんように」と答えた。苻堅はこの進言に大いに喜んだという。
- 359年、苻堅が南の覇陵に赴いた時、群臣を顧みて「漢祖は布衣（庶民）より身を起こして四海を平定したが、佐命の功臣で筆頭というべきは誰と思うかね」と問うと、権翼は進み出て「『漢書』によると、蕭曹（蕭何・曹参）を功臣の冠としております」と答えた。これに苻堅は「漢祖が項羽と天下を争った時、京索の間において危機に陥り、その身に70を超える傷を負い、うち6・7割が貫通していたという。さらに父母・妻子は楚に捕らわれてしまった。平城の下で7日に渡って火食が出来なかったが、陳平の謀に頼って太上も妻子も危機を脱する事が出来たのだ。さらに匈奴の禍からも免れている。どうして二相（蕭何・曹参）だけが高くあろうか！人狗の喩があると言えども、どうして黄中の言であろうか！」と言った。そして、この地で酒宴を催すと、群臣には賦詩を詠むよう命じ、疲れ果てるまで楽しんだ。
- 382年11月、苻堅は東苑に赴いた際、沙門の釈道安を輦（天子の乗輿）に同乗させた。権翼はこれを諫めて「臣が聞くところによりますと、天子の法駕には侍中が陪乗し、清道（露払い）をして進み、その振る舞いには度があるといいます。三代の末主はいずれも大倫を汚し、それが一時の情に適ったとしても、来世には悪評を書かれました。そのため、同輦する事を辞した班姫（前漢の成帝の側室）は、無窮な美を垂れました。道安は毀形なる賤士であり、神輿を汚すべきではありません」と述べると、苻堅は顔色を変えて「安公（釈道安）は道冥の至境であり、時に尊ばれる徳を有している。朕が天下の重を挙げても、これに取って代わるには足りぬ。公でなくば、輦の栄誉など与えぬであろう。これこそ朕の願いである」と述べ、権翼には釈道安が輦に乗る補佐を命じた。